# Patrick Keusters
Patrick Keusters (Antwerpen, 26 februari 1959) is een Belgisch voormalig hockeyer en huidig sportbestuurder.

## Levensloop
Keusters werd op 5-jarige leeftijd (1964) actief als speler bij Herakles, van deze club werd hij na zijn spelerscarrière tevens voorzitter. Een functie die hij uitoefende van 1994 tot 2009. In 2012 was hij medeverantwoordelijk voor de splitsing van de KBHB in een Vlaamse (VHL) en Franstalige vleugel (LFH). Vervolgens werd hij aangesteld als voorzitter van de VHL een functie die hij uitoefende tot juni 2021. In deze hoedanigheid werd hij opgevolgd door Christophe Denayer. Zelf volgde Keusters Marc Coudron op als voorzitter van de KBHB.
Zijn kinderen Anthony, Julie en Amaury zijn eveneens actief in het hockey.